# Bogna Maria Jezernik
Bogna Maria Jezernik z domu Ciesielska (także: Ciesielska-Szynal) (ur. 7 września 1963 w Sieradzu, zm. 20 lipca 1998 w Lublanie) – polska etnolożka, kustoszka Muzeum Okręgowego w Sieradzu.

## Życie prywatne
Córka Antoniego Ciesielskiego oraz Salomei (z d. Kujawińska). Mieszkali w Tomisławicach k. Warty. W 1982 ukończyła Liceum Ogólnokształcące im. Kazimierza Jagiellończyka w Sieradzu oraz rozpoczęła studia etnograficzne na Wydziale Filozoficzno-Historycznym Uniwersytetu Łódzkiego. W 1987 r. napisała pracę magisterską Procesja religijna, jej forma i funkcje społeczno-kulturowe na przykładzie procesji w Łodzi pod kierunkiem Bronisławy Kopczyńskiej-Jaworskiej. Od 1987 r. do 1998 r. była w związku małżeńskim z Janem Szynalem, z którym miała córkę Aleksandrę. Wyszła ponownie za mąż w 1998 r. za Božidara Jezernika, profesora antropologii kulturowej w Instytucie Etnologii i Antropologii Kulturowej Uniwersytetu w Lublanie. Zmarła w  tragicznych okolicznościach, została pochowana w rodzinnym grobie na cmentarzu w Warcie.

## Prace wystawiennicze
Już podczas studiów brała udział w badaniach dotyczących tradycyjnej kultury mieszkańców Łodzi. W 1988 podjęła pracę w Muzeum Okręgowym w Sieradzu jako asystent w dziale etnografii, w latach 1988–1991 pracowała w Domu Kultury „Lokator” w Zduńskiej Woli jako instruktor ds. artystycznych. W 1991 objęła stanowisko kierownika Sieradzkiego Parku Etnograficznego działającego przy Muzeum Okręgowym w Sieradzu, gdzie była zatrudniona na stanowisku starszego kustosza. Organizowała wystawy, była autorką scenariusza wystawy Sztuka ludowa regionu sieradzkiego w Muzeum Zachodniokaszubskim w Bytowie (1995) oraz Józef Chełmowski – artysta z Brus w Muzeum w Sieradzu (październik 1997–1998). Razem z Božidarem Jezernikiem w Muzeum Etnograficznym w Lublanie w 1998 r. tworzyła wystawę Angeli in demoni v delih poljskih ljudskih umetnikov Muche in Chełmowskega (Anioły i diabły w sztuce polskich artystów ludowych Szczepana Muchy i Józefa Chełmowskiego), opracowała do katalogu wystawy sylwetkę Szczepana Muchy. Wraz z mężem byli autorami wystawy Ze smutku, nadziei i chleba. Wystawa eksponatów z chleba z lat 1864–1982 (Muzeum Historii Miasta w Zduńskiej Woli, 1999). Obie wystawy  Božidar Jezernik dokończył sam.
W latach 1994–1995 prowadziła badania dotyczące architektury we wsi i gminie Klonowa, we współpracy z Muzeum Archeologicznym i Etnograficznym w Łodzi w ramach projektu „Trwałość kulturowa w społecznościach lokalnych na przykładzie wsi z terenu Polski Środkowej”, finansowanego przez Komitet Badań Naukowych.

## Publikacje
- Ciesielska-Szynal Bogna, Dekoracje kwiatowe trasy procesji Bożego Ciała w Spicimierzu, „Sieradzki Rocznik Muzealny”, 1996, t. 10, s. 31–40.
- Ciesielska-Szynal Bogna, Historia, stan obecny i perspektywa rozwoju Sieradzkiego Parku Etnograficznego. [W:] Muzeum w Sieradzu 1937–1997. Materiały z sesji naukowej 13 listopada 1997. Red. A. Tomaszewicz, M. Urbański, C. Rutkowski. Sieradz: Muzeum Okręgowe, 1997, s. 73–75.
- Ciesielska-Szynal Bogna, Szczepan Mucha i jego zagroda. „Sieradzki Rocznik Muzealny”, 1994, t. 9, s. 25–36.
- Jezernik Bogna, Szczepan Mucha. [w:] Angeli in demoni v delih poljskih ljudskih umetnikov Muche in Chełmowskega. Vodnik po razstavi. Red. B. Jezernik, N. Židov, Ljubljana, 1998, s. 21–22.